# 타지키스탄 주재 외국공관 목록

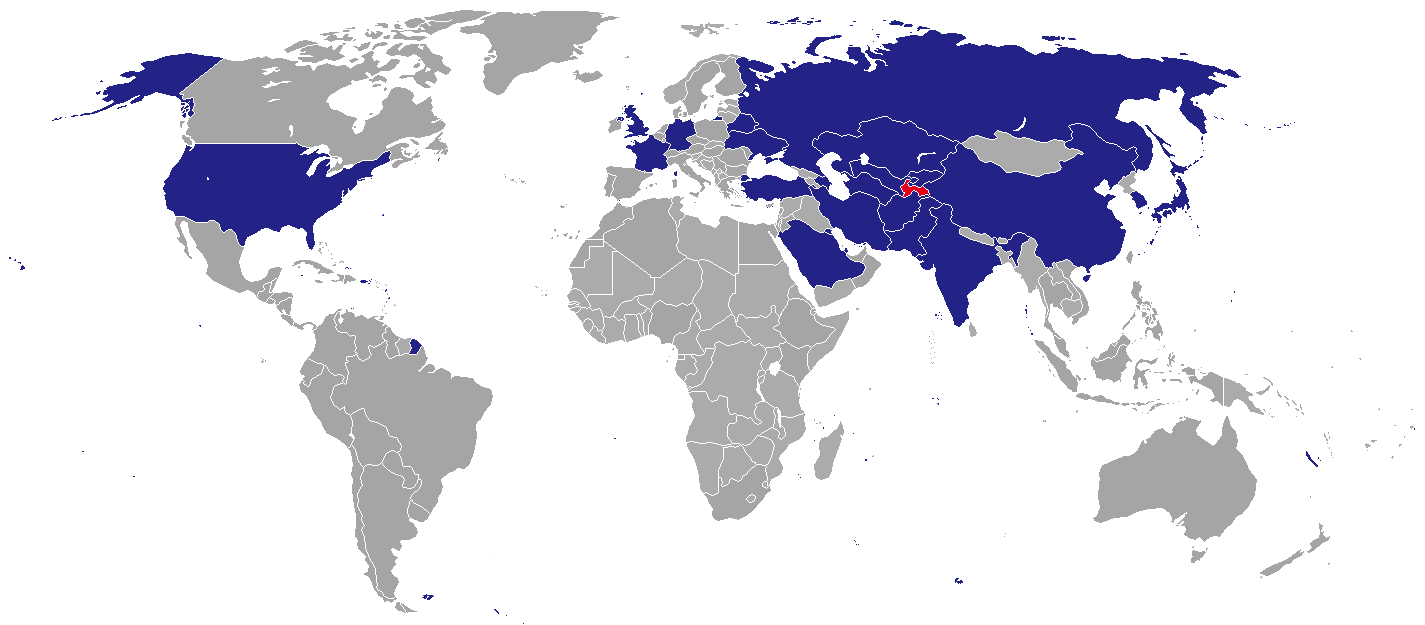
타지키스탄 주재 외국공관 목록

타지키스탄 주재 외국공관 목록은 타지키스탄에 주재하는 외국공관(대사관 및 영사관 등)과 함께 타지키스탄과 외교 관계는 수립했으나, 타지키스탄에 공관을 설치하지 않은 국가에 대해 다룬다. 현재 두샨베에 대사관을 설치한 국가는 22개국이다.

## 대사관
두샨베
| - 아프가니스탄 - 아제르바이잔 - 벨라루스 - 중국 - 프랑스 - 독일 - 인도 - 이란 - 일본 - 카자흐스탄 - 대한민국 | - 키르기스스탄 - 파키스탄 - 카타르 - 러시아 - 사우디아라비아 - 튀르키예 - 투르크메니스탄 - 우크라이나 - 영국 - 미국 - 우즈베키스탄 |

## 대표부
- 유럽 연합 (일반 대표부)

## 총영사관
호루그
- 아프가니스탄

## 비상주공관
다음 국가들은 타지키스탄과 외교 관계는 이미 수립하였으나 타지키스탄에 대사관을 설치하지 못한 국가들이다. 다만, 지역을 명시하지 않은 해당 도시는 아스타나를 의미한다.
| - 아르헨티나 (이슬라마바드) - 아르메니아 (아시가바트) - 오스트레일리아 (모스크바) - 오스트리아 - 벨기에 - 보스니아 헤르체고비나 (테헤란) - 브라질 (이슬라마바드) - 불가리아 - 캐나다 - 크로아티아 (앙카라) - 쿠바 - 키프로스 (모스크바) - 체코 (타슈켄트) - 덴마크 (모스크바) - 핀란드 (헬싱키) - 조지아 (타슈켄트) - 그리스 (모스크바) - 헝가리 - 아이슬란드 (모스크바) - 인도네시아 (타슈켄트) - 아일랜드 (모스크바) - 이스라엘 (타슈켄트) - 이탈리아 (타슈켄트) | - 라트비아 (타슈켄트) - 리투아니아 - 말레이시아 (타슈켄트) - 멕시코 (테헤란) - 네덜란드 - 네팔 (모스크바) - 노르웨이 - 파라과이 (모스크바) - 필리핀 (이슬라마바드) - 폴란드 (타슈켄트) - 포르투갈 (모스크바) - 루마니아 - 세르비아 (모스크바) - 슬로바키아 (타슈켄트) - 슬로베니아 (모스크바) - 남아프리카 공화국 - 스페인 - 스리랑카 (이슬라마바드) - 스웨덴 (스톡홀름) - 스위스 - 태국 (모스크바) - 베트남 (타슈켄트) |

## 같이 보기
- 타지키스탄의 재외공관 목록